# Molins fontän

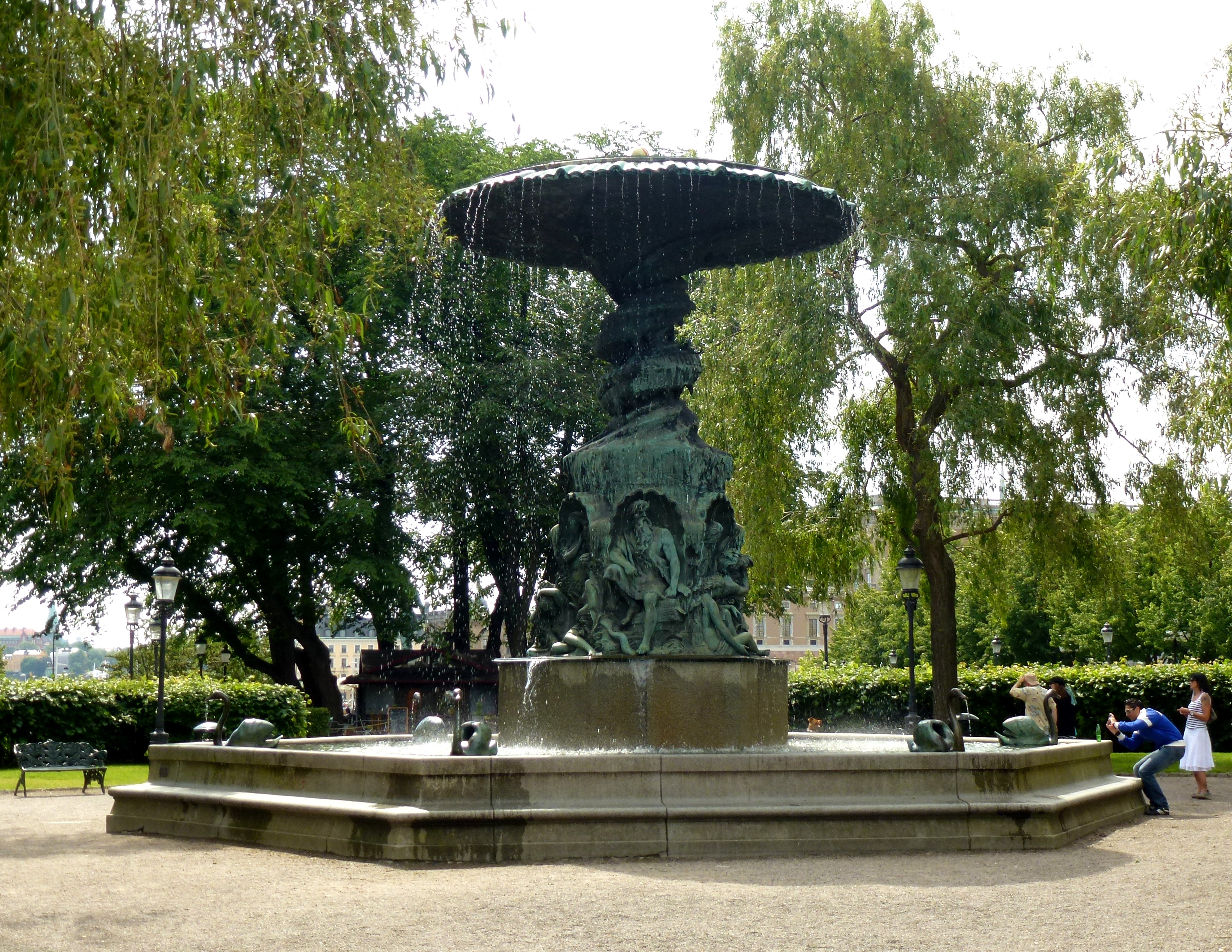
Molins fontän i juli 2012.

Molins fontän är en fontänskulptur i brons som står i Kungsträdgården i Stockholm. Fontänen är formgiven av Johan Peter Molin (1814–1873) och avtäcktes den 25 september 1873 efter Molins död. 

## Stockholmsutställningen 1866

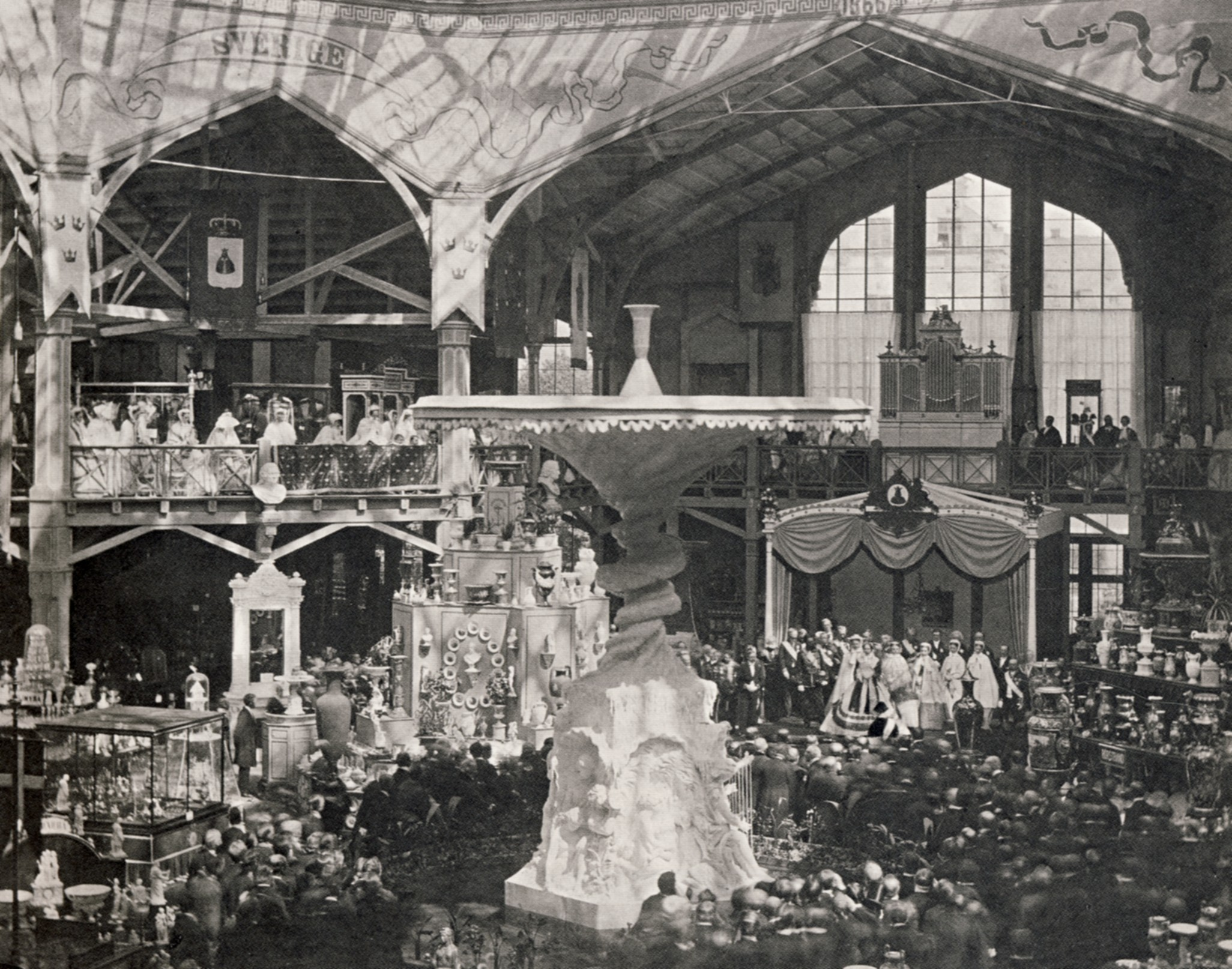
Utställningen 1866, Molins fontän i gips.

Molin fick beställningen på fontänen våren 1866. För arbetet uppfördes en tillfällig ateljé vid Skeppsbron i Stockholm. Sedan
utförde han fontänen i gips, och den utställdes som mittgrupp i stora hallen. 

### Körkonserten
När utställningen på hösten var slut anordnades en konsert den 11 november 1866 klockan 13.30 som för dåtida mått var enorm. Konserten inleddes med Johann Christian Friedrich Haeffners Låt Dina portar upp, och första avdelningen avslutades med Gunnar Wennerbergs Hör oss, Svea. 
Andra avdelningen startade med Haeffners Vikingasäten och avslutades med Otto Lindblads Ur svenska hjärtans djup. Sångkören var den största manskören dittills i Sverige och bestod av 1 062 man, varav 214 första tenorer, 265 andra tenorer, 327 första basar och 256 andra basar. Från Kungliga teatern medverkade 50 man, och därutöver medverkade flertalet sångare från Upsala studentcorps Sångförening och från Skarpskyttesångföreningen – bland de senare kan nämnas förstetenoren Carl Fredrik Lundqvist som sedermera blev berömd operasångare. 
Från Kungliga teatern var 18 förstetenorer, bland andra Olle Strandberg och Oscar Arnoldson. Bland uppsalastudenterna kan nämnas Oscar Arpi. Bland basarna märktes Fritz Arlberg och Anders Willman. Utöver de ovan nämnda sångarna fanns det även utvalda sångare från diverse sångsällskap, från Musikaliska akademien, Konstakademien, Krigsskolan, Teknologiska institutet, gymnasier och skolor – samtliga namngivna i det omfattande programbladet.

## Fontänen blir till

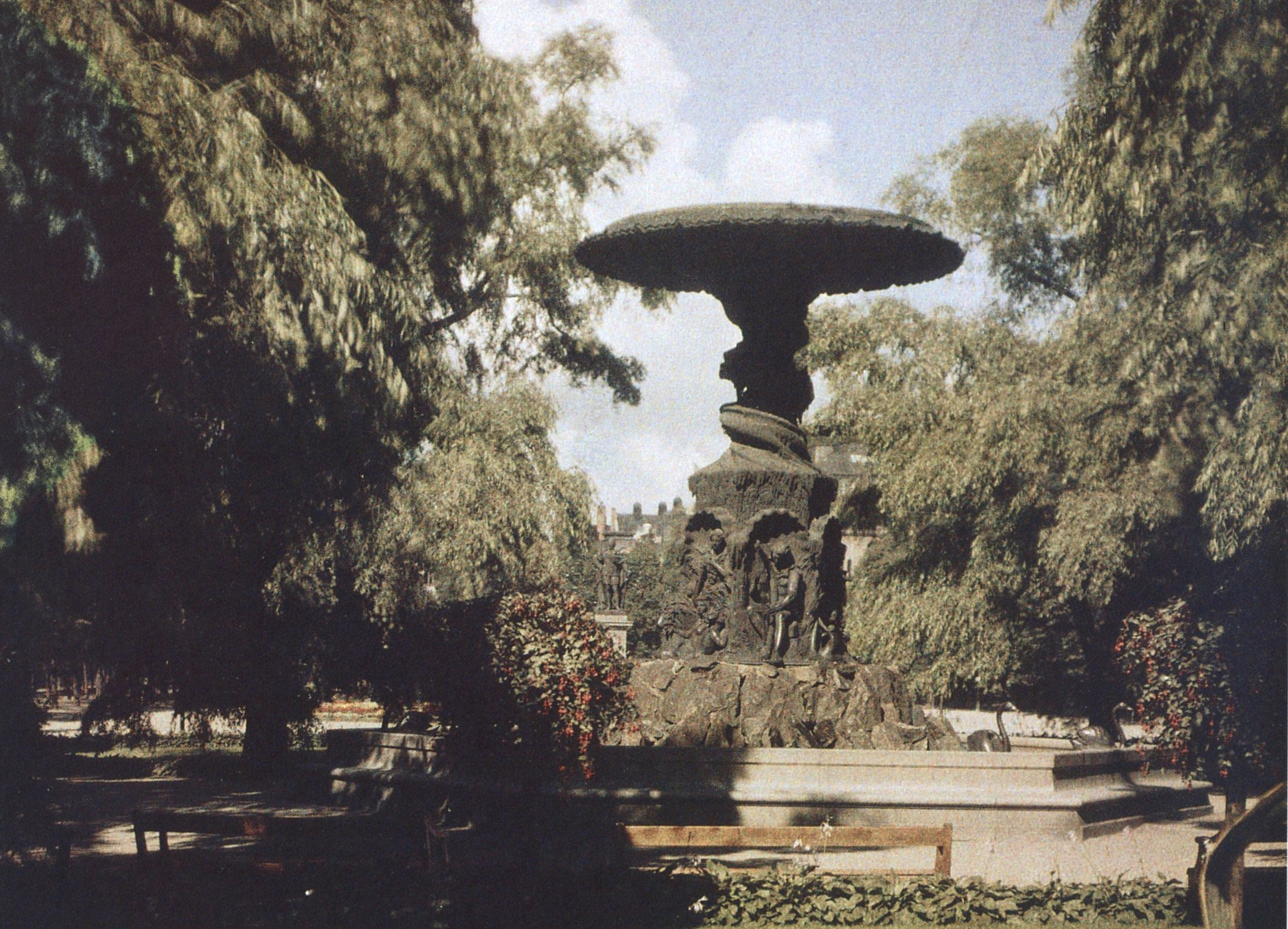
Molins fontän, tidig färgfotografi av Gustaf W. Cronquist, 1927.

Fontänen blev en sådan succé att den några år senare gjordes även i brons, efter en nationalinsamling för detta ändamål. Något som visar vilket intresse fontänen väckte i Sverige är att teaterdirektören Knut Tivander under flera år reste omkring i landet och visade de olika figurgrupperna i levande tablåer.
Uppdraget att gjuta fontänen gavs åt konstgjuteriet Lenz-Heroldt i Nürnberg som hade en filial i Stockholm. Insamlingen till fontänen gjorde att man kunde påbörja arbetet 1871. Dock fick Stockholms stad samt konstnären själv skjuta till kapital. Fontänen började gjutas på Kongl. Myntet av Georg Heroldt som var delägare i gjuteriet Lenz-Herold i Nürnberg och ledare för gjuteriets filial i Stockholm.
Efter en dödsolycka den 28 juli 1871, då ett tungt arbetsstycke föll över Georg Heroldt, fortsatte arbetet i Nürnberg. Den unge Otto Meyer (sedermera grundare av Otto Meyers konstgjuteri) var med som lärling både i Stockholm och Nürnberg.

## Motiven på Molins fontän

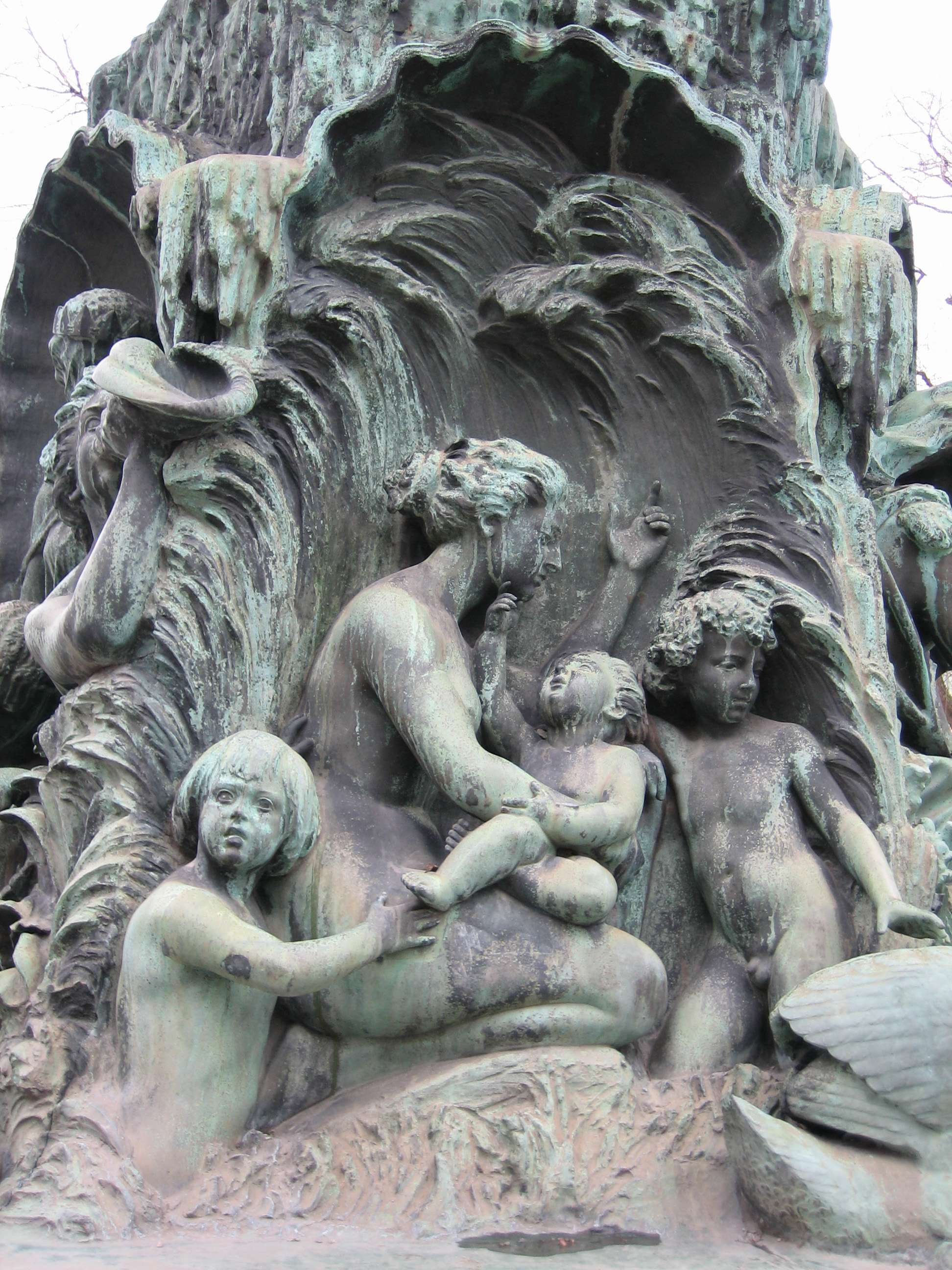
Häfring
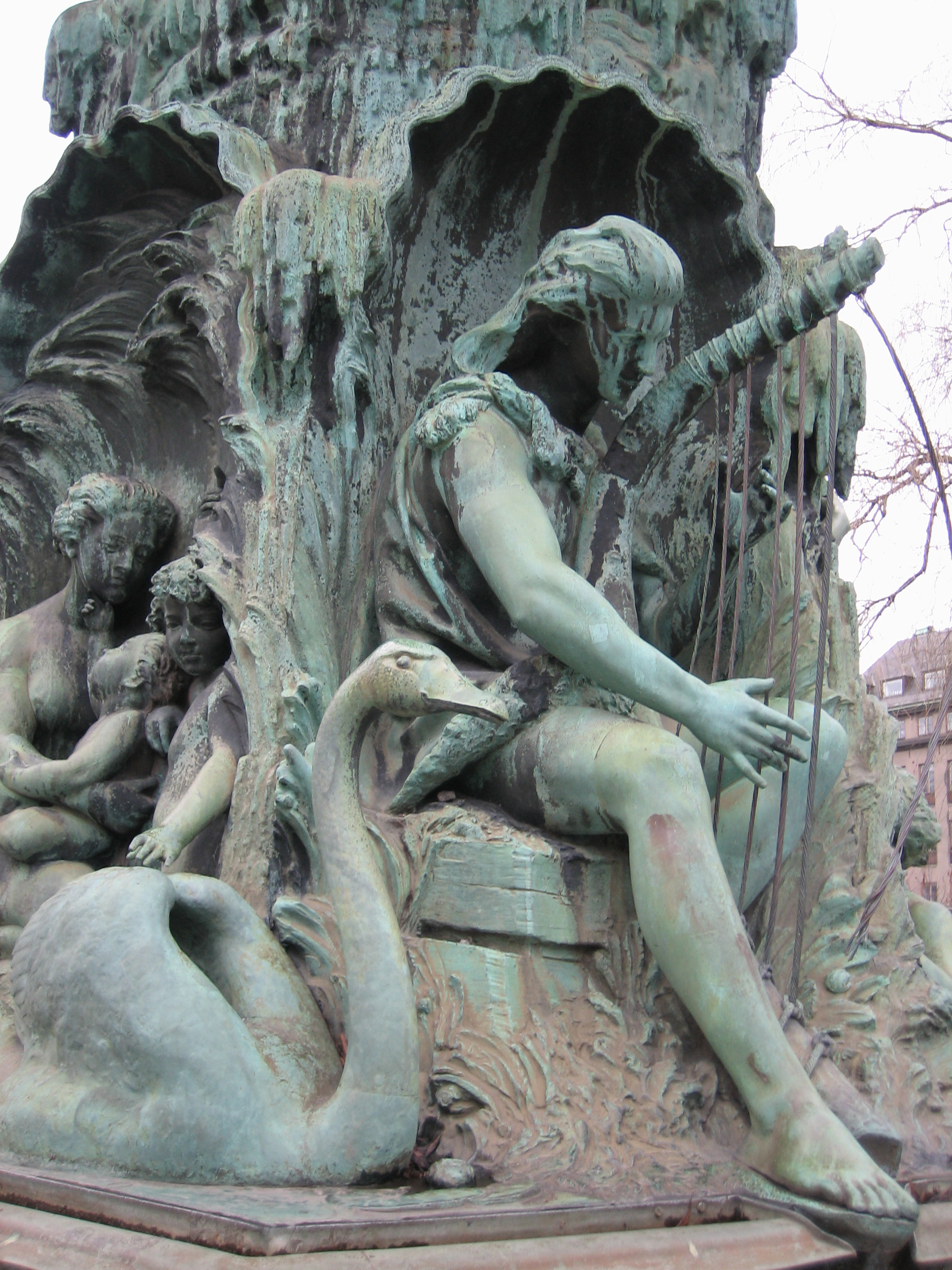
Näcken
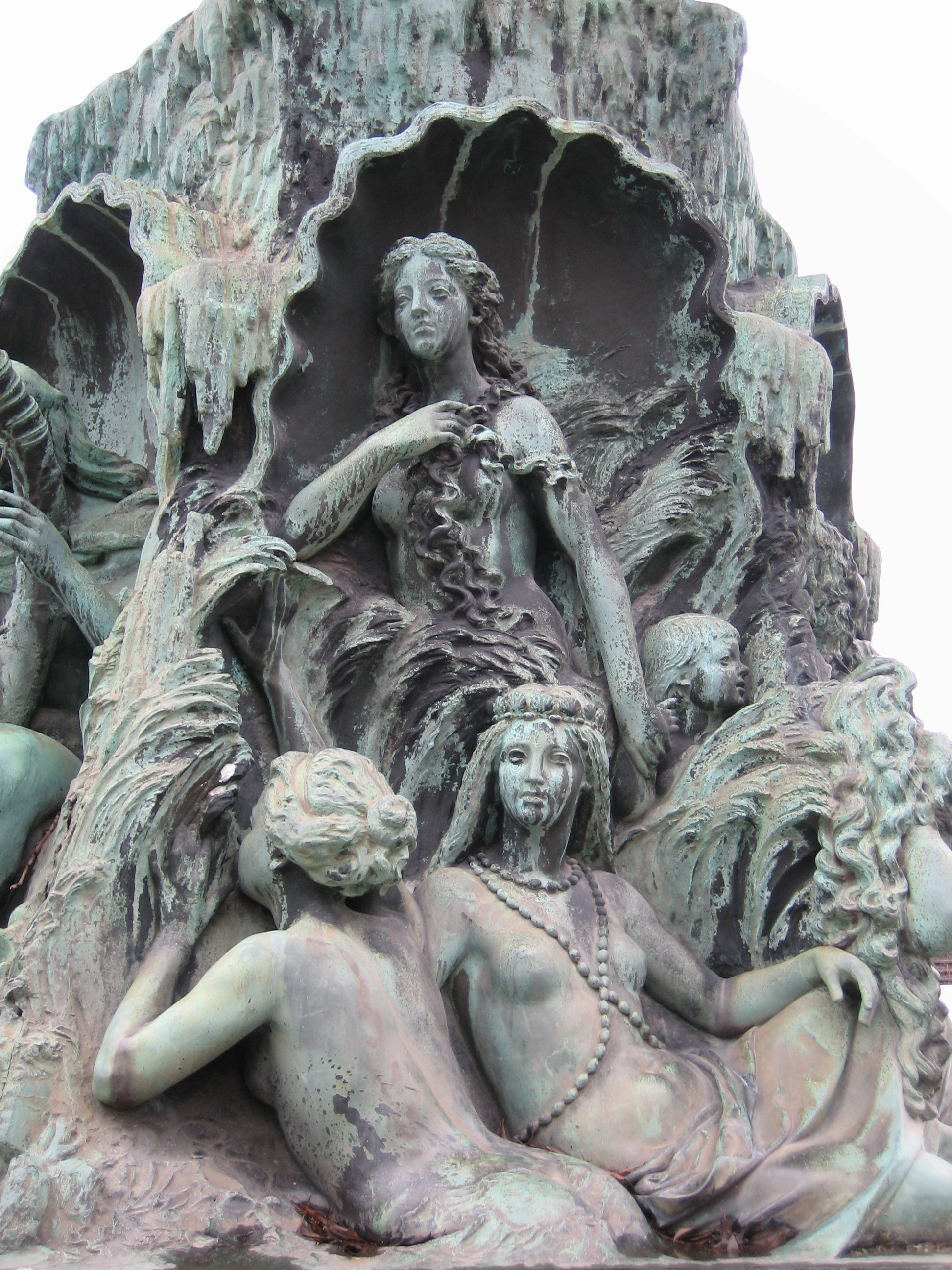
Duva, Himingläva och Unn
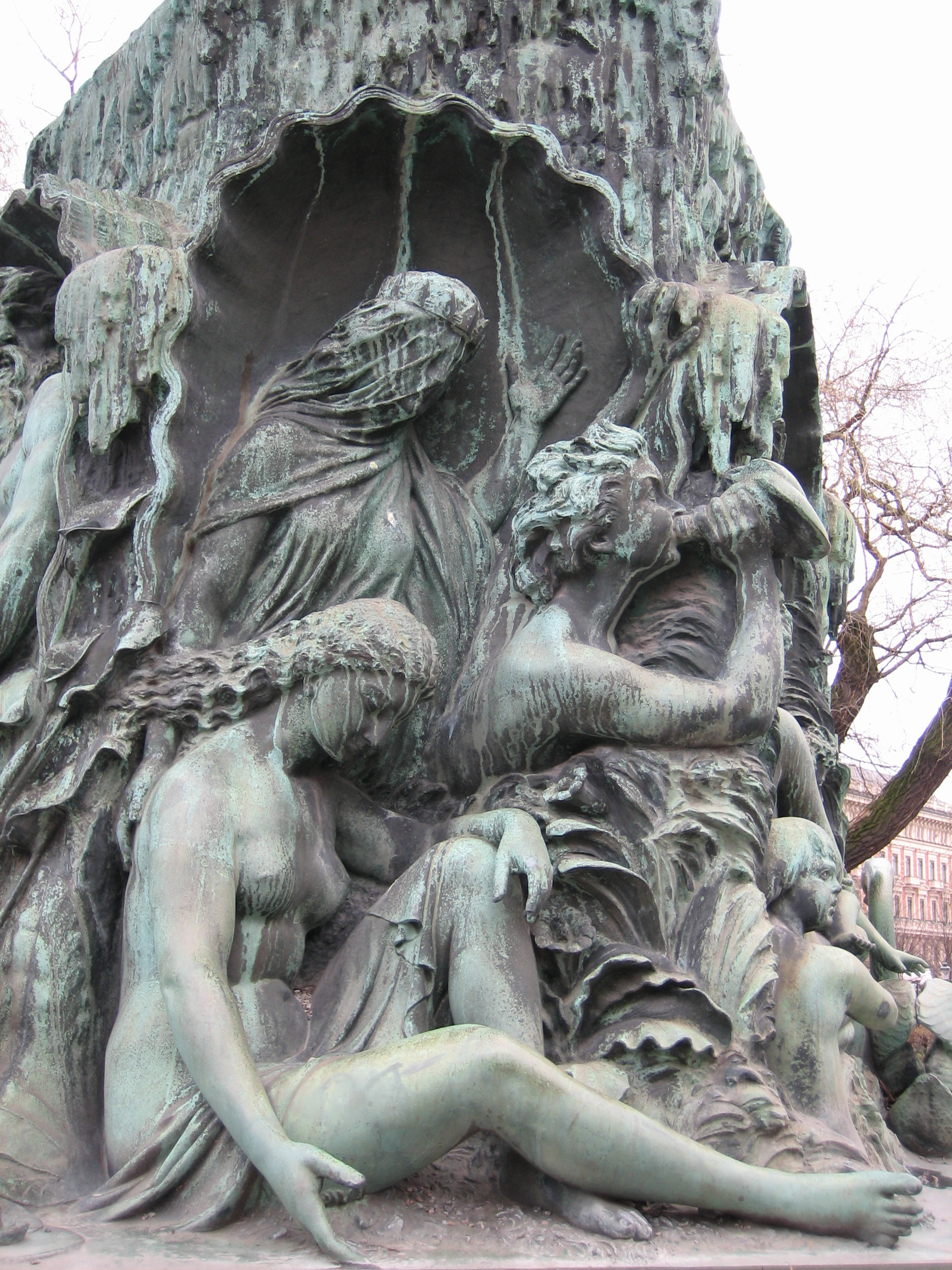
Hrönn, Ran och Kolga
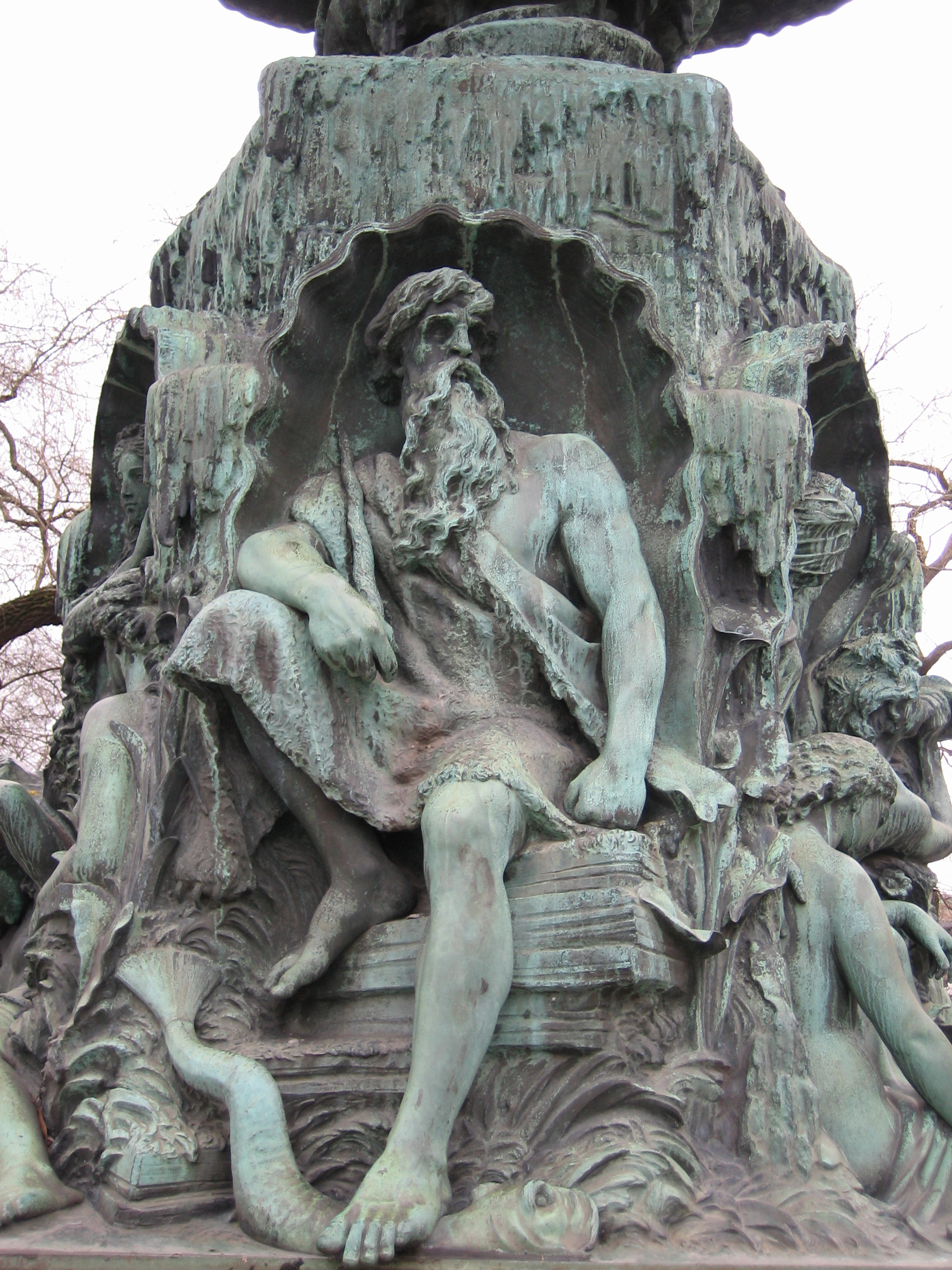
Ägir
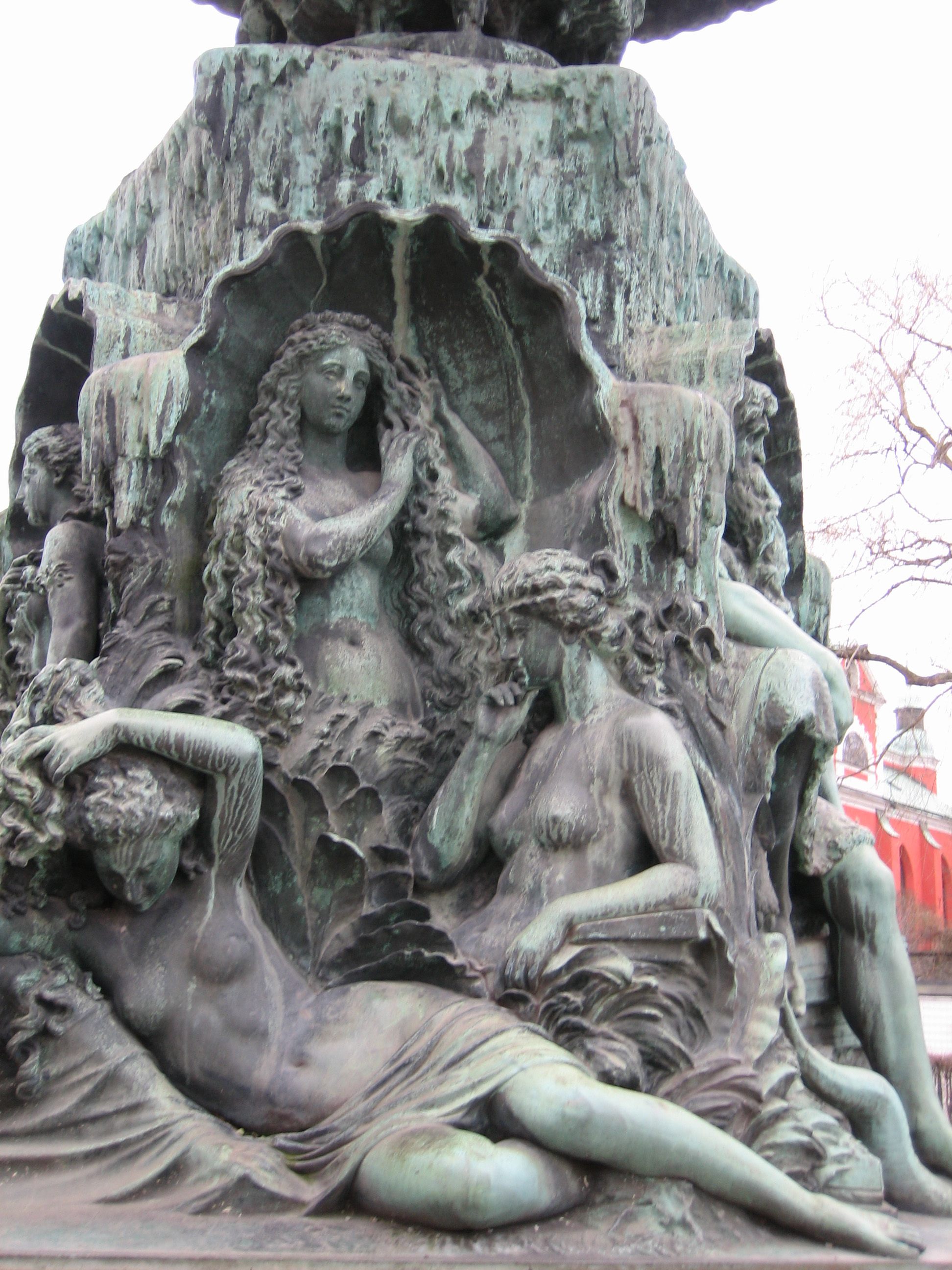
Bylgja, Blodughadda och Båra

Fontänen är omgiven av sex svanar och är täckt med figurer från den nordiska mytologin: Näcken och Ägir med makan Ran och deras döttrar Kolga, Hrönn, Himingläva, Unn, Duva, Blodughadda, Bylgja, Båra och Häfring. Fontänen är placerad där den tidigare Näckströmmen förenades med Norrström. Kring fontänen växer pilträd av hybridsorten Salix × pendulina, som på grund av sin närhet till fontänen fått det svenska trivialnamnet fontänpil.

## Bilder, detaljer

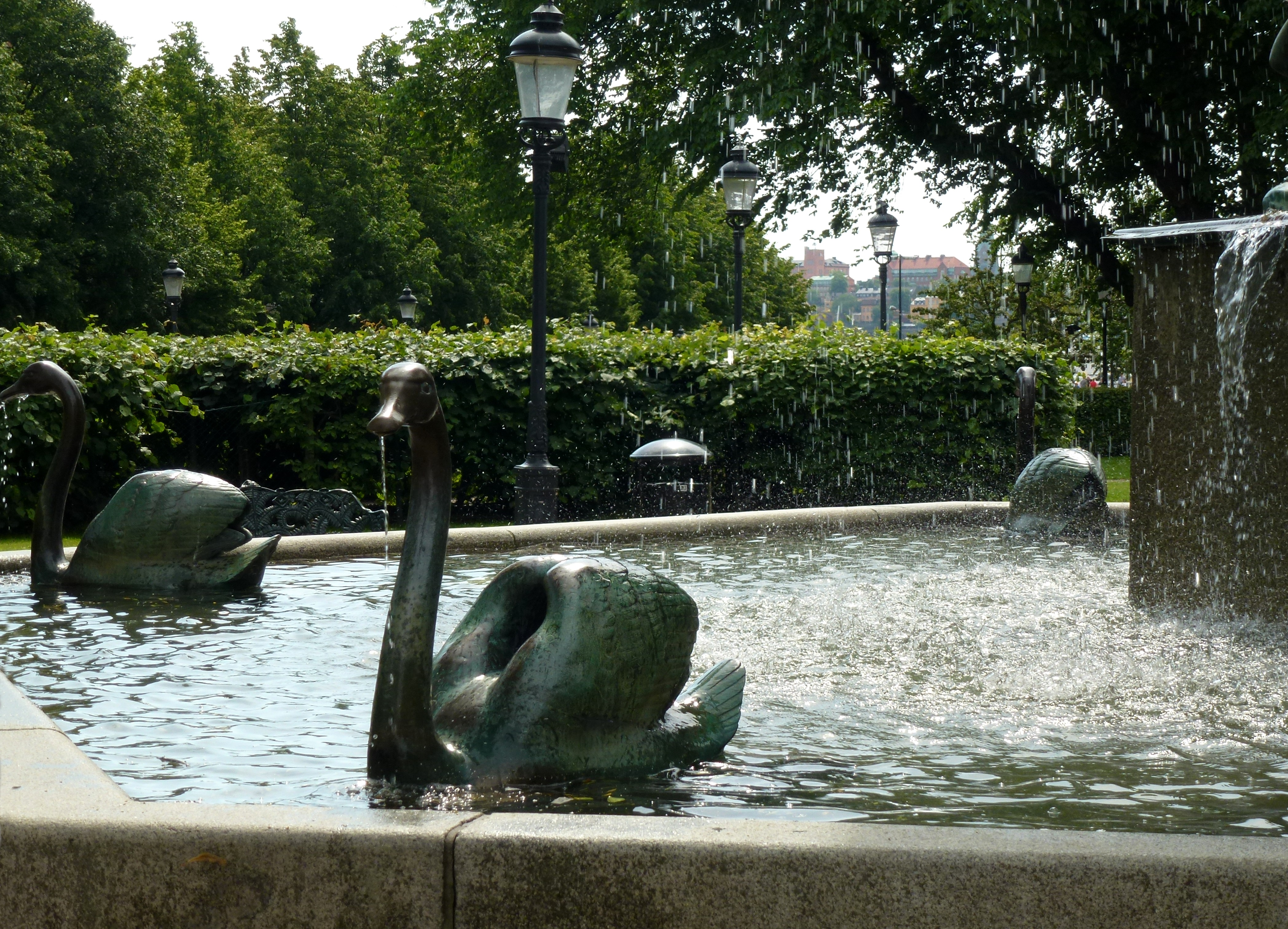
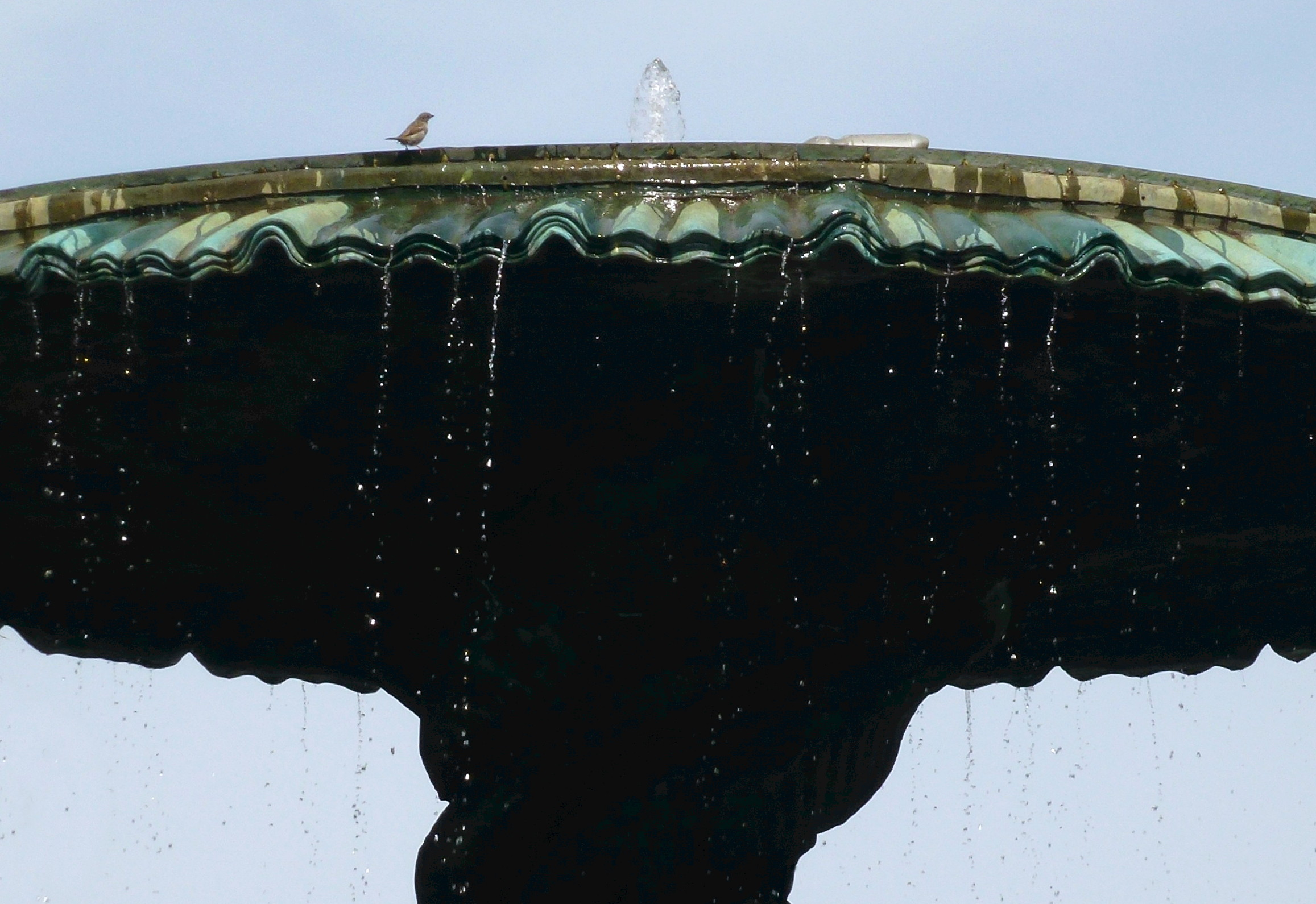
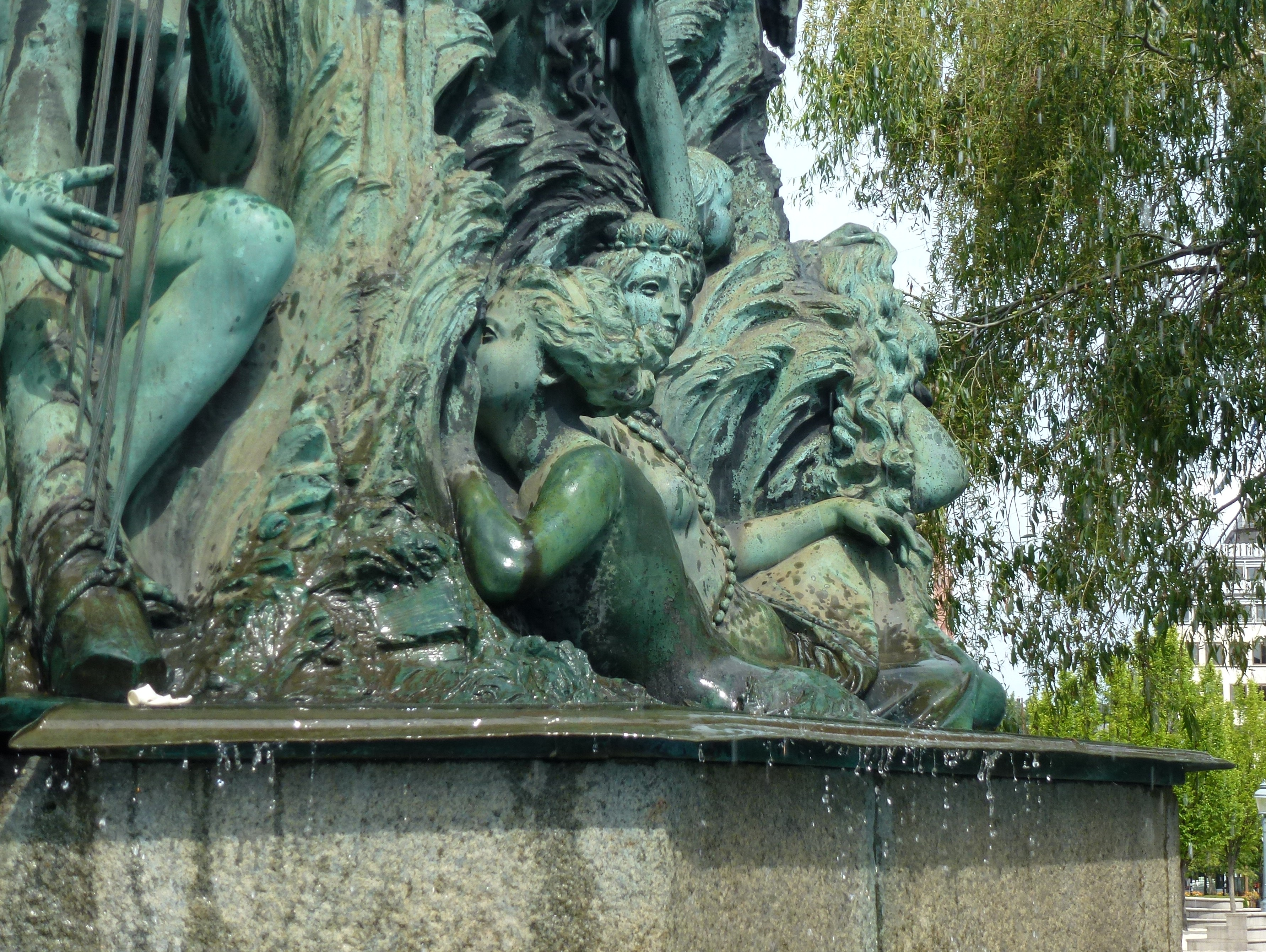
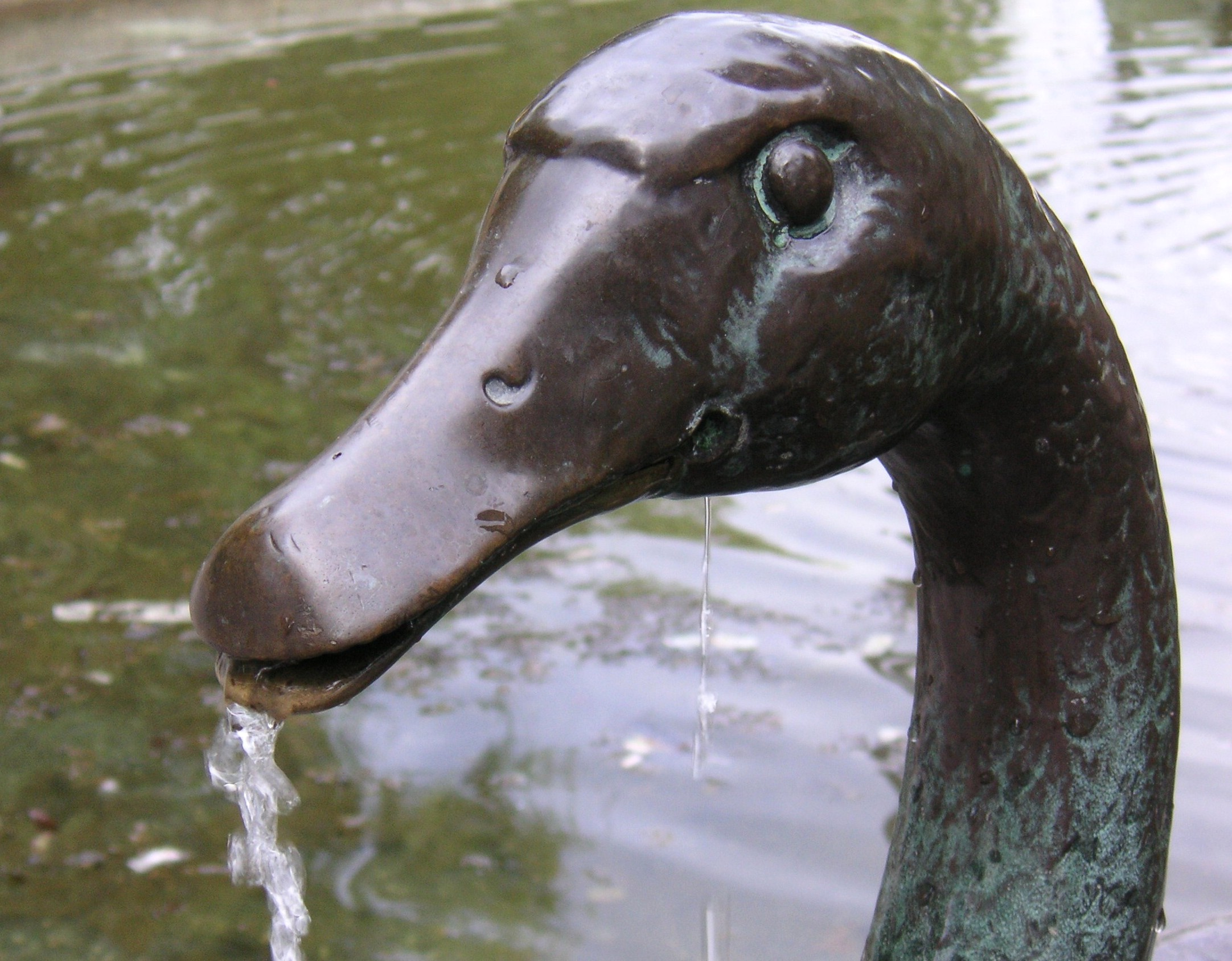

## I populärkulturen
Jacques Brels Les Bourgeois heter i Tommy Körbergs tolkning Vid Molins fontän.
Sven Hedin nämner den i Ett_varningsord från 1912.